# Liste der dänischen Abgeordneten zum EU-Parlament (2014–2019)
Die Liste der dänischen Abgeordneten zum EU-Parlament (2014–2019) listet alle dänischen Mitglieder des 8. Europäischen Parlaments nach der Europawahl in Dänemark 2014.

## Mandatsstärke der Parteien
- GUE/NGL: 1
- S&D: 3
- G/EFA: 1
- ALDE: 3
- EVP: 1
- EKR: 4

- GUE/NGL: 1
- S&D: 3
- G/EFA: 1
- ALDE: 3
- EVP: 1
- EKR: 3
- NI: 1

| Nationale Partei                | Mandate | Fraktion                                                                                  |
| ------------------------------- | ------- | ----------------------------------------------------------------------------------------- |
| Dansk Folkeparti (O)            | 04 a    | Europäische Konservative und Reformer (EKR)                                               |
| Socialdemokraterne (A)          | 3       | Fraktion der Progressiven Allianz der Sozialdemokraten im Europäischen Parlament (S&D)    |
| Venstre (V)                     | 02 b    | Fraktion der Allianz der Liberalen und Demokraten für Europa (ALDE)                       |
| Radikale Venstre (B)            | 01 b    | Fraktion der Allianz der Liberalen und Demokraten für Europa (ALDE)                       |
| Socialistisk Folkeparti (F)     | 1       | Die Grünen/Europäische Freie Allianz (G/EFA)                                              |
| Det Konservative Folkeparti (C) | 1       | Fraktion der Europäischen Volkspartei (EVP)                                               |
| Folkebevægelsen mod EU (N)      | 1       | Konföderale Fraktion der Vereinten Europäischen Linken/Nordischen Grünen Linken (GUE/NGL) |
| Gesamt                          | 13      |                                                                                           |

## Abgeordnete
| Bild | MEP                      | geb. | von          | bis           | Partei     | Fraktion | Anmerkungen                                                               |
| ---- | ------------------------ | ---- | ------------ | ------------- | ---------- | -------- | ------------------------------------------------------------------------- |
|      | Margrete Auken           | 1945 | 1. Juli 2014 | 2. Juli 2019  | F          | G/EFA    |                                                                           |
|      | Bendt Bendtsen           | 1954 | 1. Juli 2014 | 2. Juli 2019  | C          | EVP      |                                                                           |
|      | Ole Christensen          | 1955 | 1. Juli 2014 | 2. Juli 2019  | A          | S&D      |                                                                           |
|      | Jørn Dohrmann            | 1969 | 1. Juli 2014 | 2. Juli 2019  | O          | EKR      |                                                                           |
|      | Rina Ronja Kari          | 1985 | 1. Juli 2014 | 2. Juli 2019  | N          | GUE/NGL  |                                                                           |
|      | Rikke Karlsson           | 1965 | 1. Juli 2014 | 2. Juli 2019  | Oparteilos | EKRNI    | Parteiaustritt am 15. Oktober 2015, Fraktionsaustritt am 20. Februar 2018 |
|      | Jeppe Kofod              | 1974 | 1. Juli 2014 | 2. Juli 2019  | A          | S&D      |                                                                           |
|      | Morten Løkkegaard        | 1964 | 3. März 2016 | 2. Juli 2019  | V          | ALDE     |                                                                           |
|      | Morten Messerschmidt     | 1980 | 1. Juli 2014 | 2. Juli 2019  | O          | EKR      |                                                                           |
|      | Morten Helveg Petersen   | 1966 | 1. Juli 2014 | 2. Juli 2019  | B          | ALDE     |                                                                           |
|      | Jens Rohde               | 1970 | 1. Juli 2014 | 2. Juli 2019  | VB         | ALDE     | Parteiwechsel am 18. Dezember 2015                                        |
|      | Christel Schaldemose     | 1967 | 1. Juli 2014 | 2. Juli 2019  | A          | S&D      |                                                                           |
|      | Ulla Tørnæs              | 1962 | 1. Juli 2014 | 29. Feb. 2016 | V          | ALDE     |                                                                           |
|      | Anders Primdahl Vistisen | 1987 | 1. Juli 2014 | 2. Juli 2019  | O          | EKR      |                                                                           |